# Mike Kluge
Mike Kluge (Berlín, 25 de setembre de 1965) va ser un ciclista alemany que competí en carretera, ciclisme de muntanya i especialment en ciclocròs, on aconsegui diversos campionats del món.

## Palmarès en ciclocròs
- 1983-1984
  -  Campió d'Alemanya amateur en ciclocròs
- 1984-1985
  -  Campió del món amateur en ciclocròs
  -  Campió d'Alemanya amateur en ciclocròs
- 1985-1986
  -  Campió d'Alemanya amateur en ciclocròs
- 1986-1987
  -  Campió del món amateur en ciclocròs
  -  Campió d'Alemanya amateur en ciclocròs
- 1987-1988
  -  Campió d'Alemanya amateur en ciclocròs
- 1988-1989
  -  Campió d'Alemanya en ciclocròs
- 1989-1990
  -  Campió d'Alemanya en ciclocròs
- 1990-1991
  -  Campió d'Alemanya en ciclocròs
- 1991-1992
  -  Campió del món en ciclocròs
  -  Campió d'Alemanya en ciclocròs
- 1992-1993
  -  Campió d'Alemanya en ciclocròs
- 1995-1996
  -  Campió d'Alemanya en ciclocròs

## Palmarès en ruta
- 1983
  - Vencedor de 2 etapes a la Volta a Renània-Palatinat
- 1986
  - Vencedor d'una etapa a la Volta a Renània-Palatinat
- 1988
  - Vencedor d'una etapa a la Volta a Renània-Palatinat
- 1990
  - Vencedor d'una etapa al Gran Premi Guillem Tell
- 1998
  - Vencedor d'una etapa al Coca-Cola Trophy

## Palmarès en ciclisme de muntanya
- 1993
  -  Campió d'Alemanya en Camp a Través